# The Clans Will Rise Again
The Clans Will Rise Again è il quindicesimo album in studio del gruppo musicale power metal tedesco Grave Digger, pubblicato nel 2010 dalla Napalm Records.

## Tracce
1. Days Of Revenge (Intro) – 1:58
2. Paid In Blood – 3:58
3. Hammer Of The Scots – 4:02
4. Highland Farewell – 4:08
5. The Clans Will Rise Again – 5:01
6. Rebels – 4:41
7. Valley Of Tears – 4:09
8. Execution – 4:46
9. Whom The Gods Love Die Young – 6:12
10. Spider – 3:19
11. The Piper McLeod – 0:49
12. Coming Home – 4:23
13. When Rain Turns To Blood – 6:14
14. Watch Me Die (Bonus Track) – 3:55

## Formazione
- Chris Boltendahl - voce
- Axel "Ironfinger" Ritt - chitarra
- Jens Becker - basso
- Stefan Arnold - batteria
- Hans Peter Katzenburg - tastiere